# True as Steel
True as Steel es el tercer álbum de la banda alemana de heavy metal Warlock, lanzado en 1986.
Este disco marcó su primer éxito fuera de Europa, el sencillo "Fight for Rock" figuró en los charts de la revista Billboard, y el videoclip de dicha canción recibió difusión televisiva, a través del programa especializado en heavy metal "Headbangers Ball", de la cadena MTV.

## Canciones
Lado A
1. "Mr. Gold" (Frank Rittel, Henry Staroste, Doro Pesch, René Maué) – 3:33
2. "Fight for Rock" (Niko Arvanitis, H. Staroste, D. Pesch, R. Maué) – 3:06
3. "Love in the Danger Zone" (Peter Szigeti, H. Staroste, D. Pesch, R. Maué) – 4:09
4. "Speed of Sound" (N. Arvanitis, H. Staroste, D. Pesch, R. Maué) – 3:21
5. "Midnite in China" (N. Arvanitis, H. Staroste, D. Pesch, R. Maué) – 4:30

Lado B
1. "Vorwärts, All Right!" (P. Szigeti, H. Staroste, D. Pesch, R. Maué) – 3:45
2. "True as Steel" (N. Arvanitis, H. Staroste, D. Pesch, R. Maué) – 3:20
3. "Lady in a Rock 'n' Roll Hell" (P. Szigeti, H. Staroste, D. Pesch, R. Maué) – 3:42
4. "Love Song" (H. Staroste, D. Pesch, R. Maué) – 3:45
5. "Igloo on the Moon (Reckless)" (P. Szigeti, H. Staroste, D. Pesch, R. Maué) – 3:10
6. "T.O.L." (P. Szigeti, H. Staroste) – 2:20

## Personal
- Doro Pesch - Voz
- Niko Arvanitis - Guitarra
- Peter Szigeti - Guitarra
- Frank Rittel - Bajo
- Michael Eurich – Batería